# Liberty de New York
Maillots
Actualités
Le Liberty de New York (en anglais New York Liberty, « la Liberté de New York ») est une franchise de basket-ball féminin de la ville de New York situé dans le quartier de Brooklyn, elle participent à la WNBA. L'équipe est fondé en 1997 et fait partie des huit franchises originales de la ligue. L'équipe appartient à Joseph Tsai, le propriétaire majoritaire des Nets de Brooklyn. Les matchs à domicile de l'équipe se jouent au Barclays Center, comme les Nets.
Le Liberty remporte quatre fois la conférence Est en 1997, 1999, 2000 et 2002. Elle dispute à reprises les trois finales WNBA de manière consécutive en 1997, 1999 et 2000 contre les Comets de Houston puis en 2002 contre les Sparks de Los Angeles. Le Liberty remporte son premier championnat en 2024 contre les Lynx du Minnesota. Avant ce titre, c'était l'équipe qui avait le plus d'apparitions dans les finales de la WNBA sans titre à son palmarès et la seule franchise originale de la WNBA sans championnat.

## Historique de la franchise
Le Liberty de New York fait partie des huit premières équipes de la WNBA, datant de la création de cette NBA féminine en 1997, et constitue aussi l'une des équipes les plus performantes de ce championnat, en effet, le New York Liberty a remporté le titre dans leur conférence en 1997, 1999, 2000 et 2002, mais n'a jamais remporté le titre de championnes WNBA malgré quatre finales disputées. Il évolue, à l'instar de leurs homologues masculins les Knicks au Madison Square Garden, à Manhattan. L'équipe fait partie du holding Cablevision.
Non qualifiée pour les séries éliminatoires en 2009, la franchise accueille la championne en titre Cappie Pondexter dans un échange à trois équipes entraînant le départ de Shameka Christon et Cathrine Kraayeveld, rejoignant son ancienne entraîneuse de la sélection américaine de 2008 Anne Donovan.
La Française Émilie Gomis a joué pour la franchise.
Pour les saisons 2011, 2012 et 2013, le Liberty joue au Prudential Center de Newark en raison de travaux importants au Madison Square Garden.
Le 21 juillet 2011, le Liberty rompt le contrat de Felicia Chester, engagée le 4 juillet 2011 pour la remplacer par Ta'Shia Philips. Après avoir été suspendue le 2 août 2011 un match pour « conduite préjudiciable à l'équipe », Kara Braxton est échangée avec le New York Liberty contre Sidney Spencer,.
Engagé en octobre 2012 pour remplacer John Whisenant en tant qu’entraîneur et manager général, Bill Laimbeer est remercié après deux saisons sans qualification aux play-offs (26 victoires-42 défaites).
Fin mai, Kara Braxton est remplacée par Shanece McKinney. Blessée, Kamiko Williams est remplacée début juin par Avery Warley. Toni Young remerciée la veille, le Liberty signe le 23 juin l'ailière Charde Houston. Le 10 juillet, Swin Cash et De Lisha Milton-Jones (Dream) sont échangées. Natasha Lacy est signée en juillet pour remplacer Chucky Jeffery. Sous contrat mais préférant rester avec la sélection australienne, Leilani Mitchell est remerciée, ce qui la rend agent libre pour la prochaine saison. Le Liberty ne se qualifie pas pour les plays-offs avec un bilan de 15 victoires pour 19 défaites en saison régulière.
Ami de James Dolan, propriétaire du Madison Square Garden, des Knicks de New York, Isiah Thomas est nommé en mai 2015 président de l'équipe WNBA Liberty de New York, dont son ancien coéquipier Bill Laimbeer est l'entraîneur, qui reste alors sur deux saisons sans play-offs (15 victoires pour 19 défaites lors de la saison WNBA 2014).
Lors d'une victoire 73-64 face au Dream le 21 juin, la rookie du Liberty Brittany Boyd finit meilleure marqueuse avec 18 points. Mi-août, le Liberty est solidement installé en première place de sa conférence avec une défense très efficace, son ratio points encaissés sur 100 possessions adverses n'étant que de 92,4, soit la meilleure performance depuis le Fever en 2007. Cette saison, le Liberty a le meilleur différentiel au rebond (+6,5), le monde de points concédés (70,4) et la plus faible adresse des adversaires (37,4). Elle est également quatrième aux balles perdues provoquées (14,5) et aux contres (5,1). Après une saison 2014 sans play-offs, l'entraîneur Bill Laimbeer a pu compter sur le renfort de l'agent libre Carolyn Swords et de la rookie Kiah Stokes pour repositionner Tina Charles en ailière forte, qui a une parfaite entente sur le terrain avec Epiphanny Prince qui a pris la place de Cappie Pondexter. Quelques jours avant la fin de la saison, le Liberty signe l'arrière Erica Wheeler pour suppléer l'absence sur blessure de la rookie Brittany Boyd.
Lors de cette saison à la coloration très défensive (71,1 points concédés soit la plus faible moyenne de la ligue et la plus faible adresse laissée à l'adversaire avec 39,3 %), le Liberty enregistre le meilleur bilan de la ligue avec 23 victoires et 11 défaites, le meilleur résultat de l'histoire de la franchise new-yorkaise, ce qui vaut à Bill Laimbeer de recevoir pour la seconde fois de sa carrière le trophée d'entraîneur de l'année.
Kiah Stokes et Brittany Boyd trouvent toutes deux place dans la WNBA All-Rookie Team 2015, en deuxième et troisième position.
Epiphanny Prince est donnée absente sur blessure toute la saison. Coupée en pré-saison, Swin Cash est réengagée dix jours après le début de la saison régulière. En avril 2016, Lindsey Harding signe comme agent libre, puis le 15 juin, son contrat est rompu après 5 matches dont 3 titularisations pour 3,6 points, 3,6 passes décisives 2,8 rebonds de moyenne. Le 25 août Epiphanny Prince fait son retour après avoir manqué les 26 premières rencontres, ce qui contraint le Liberty à rompre le contrat d'Adut Bulgak.
Après cinq saisons à la diriger, Bill Laimbeer quitte la franchise et se voit remplacé par Katie Smith sur le banc du Liberty. En novembre 2017 le propriétaire du Liberty, qui le détient depuis la fondation de la WNBA en 1996, James Dolan, annonce son intention de vendre la franchise.
En 2018, la franchise prend possession dans une salle plus petite de 4 200 places le Westchester County Center avec une jauge fixée pour 2018 à 2 319 places et une affluence moyenne à mi-saison d'environ 1 700 spectateurs. C'est inférieur aux 9 000 spectateurs alléguées au Madison Square Garden, mais qui incluaient de nombreux entrées gratuites alors que les coûts de fonctionnement de la salle étaient vingt fois supérieurs. Excentrée et assez vétuste, la nouvelle salle est cependant peu appréciée des fans et des équipes adverses. En janvier 2019, la franchise est vendue à une entité détenue par Joe Tsai et sa famille. Cofondateur d'Alibaba.com, Joe Tsai détient par ailleurs 49 % des Nets de Brooklyn.
Avec un bilan de seulement 10 victoires pour 24 défaites et la plus mauvaise défense de la Ligue, le Liberty ne se qualifie pas pour les play-offs pour la seconde année consécutive. L'ancienne MVP Tina Charles reste la valeur sûre du groupe avec 16,9 points et 7,5 rebonds par rencontre, mais pour sa seconde saison Kia Nurse porte ses statistiques à 13,7 points, 2,5 rebonds et 2,3 passes décisives ce qui lui permet, à 23 ans, d'être retenue pour le WNBA All-Star Game. Pour la saison 2020, le contrat de l'entraîneuse Katie Smith n'est pas reconduit. Le Liberty jouera au Barclays Center de Brooklyn.
Le Liberty enregistre un bilan de 12 victoires pour 20 défaites et se qualifie de justesse pour les play-offs pour la première fois depuis 2017, avec 8 revers en 9 rencontres en fin de saison régulière. Betnijah Laney est la meilleure joueuse de l'équipe avec 16,8 points par rencontre.

## Palmarès, bilan et récompenses

### Palmarès
| Championnat nationale                                                                                        | Autres titres |
| - Women's National Basketball Association (1) - Champion : 2024 - Finaliste : 1997, 1999, 2000, 2002 et 2023 | - Conférence Est (4) - Champion : 1997, 1999, 2000 et 2002 - Commissioner's Cup (1) - Champion : 2023 - Finaliste : 2024 |

## Joueuses et personnalités

### Propriétaires
- Cablevision, propriétaire des Knicks de New York (1997-2009)
- The Madison Square Garden Company, propriétaire des Knicks de New York (2010–2019)
- Joe Tsai (2019–)

### Entraîneurs
| Nom             | Début | Fin  | Saisons | Saison régulière | Saison régulière | Saison régulière | Saison régulière | Playoffs | Playoffs | Playoffs | Playoffs |
| Nom             | Début | Fin  | Saisons | V                | D                | PCT              | M                | V        | D        | PCT      | M        |
| --------------- | ----- | ---- | ------- | ---------------- | ---------------- | ---------------- | ---------------- | -------- | -------- | -------- | -------- |
| Nancy Darsch    | 1997  | 1998 | 2       | 35               | 23               | .603             | 58               | 1        | 1        | .500     | 2        |
| Richie Adubato  | 1997  | 2004 | 5       | 100              | 78               | .562             | 178              | 14       | 13       | .519     | 27       |
| Pat Coyle       | 2004  | 2009 | 5       | 81               | 90               | .474             | 171              | 6        | 10       | .375     | 16       |
| Anne Donovan    | 2009  | 2010 | 2       | 29               | 22               | .569             | 51               | 2        | 3        | .400     | 5        |
| John Whisenant  | 2010  | 2012 | 2       | 34               | 34               | .500             | 68               | 1        | 4        | .200     | 5        |
| Bill Laimbeer   | 2013  | 2017 | 5       | 92               | 78               | .541             | 170              | 3        | 5        | .375     | 8        |
| Katie Smith     | 2018  | 2019 | 2       | 17               | 51               | .250             | 68               | -        | -        | -        | -        |
| Walt Hopkins    | 2020  | 2021 | 2       | 14               | 40               | .259             | 54               | 0        | 1        | .000     | 1        |
| Sandy Brondello | 2022  | -    | 3       | 80               | 36               | .689             | 116              | 15       | 9        | .625     | 24       |

### Joueuses
- Cappie Pondexter
- Leilani Mitchell
- Becky Hammon
- Teresa Weatherspoon
- Tamika Whitmore
- Ann Wauters

### Maillot retiré
- 11 : Teresa Weatherspoon

## Identité du club

### Logotype
Lady Liberty sert de logo du Liberty depuis son origine en 1996. Le logo des débuts reste inchangé pendant 23 saisons, la plus longue durée alors en enregistrée en WNBA, avant qu'il ne soit redessiné en 2020.

Évolution du logo
Logo de 1996 à 2019.
Logo depuis 2020.